# Bicoupole hexagonale gyroallongée
Pour les articles homonymes, voir J44.
En géométrie, la bicoupole hexagonale gyroallongée est un des solides de Johnson (J44). Comme son nom l'indique, il peut être construit en gyroallongeant une bicoupole hexagonale (soit une J27, soit un cuboctaèdre), c'est-à-dire en insérant un antiprisme hexagonal entre ses moitiés congruentes.
La bicoupole hexagonale gyroallongée est un des cinq solides de Johnson qui sont chiraux, ce qui signifie qu'ils ont deux formes qui sont images l'une de l'autre dans un miroir (ou énantiomorphes). Dans l'illustration à droite, chaque face carrée sur la moitié supérieure de la figure est connectée par un chemin de deux faces triangulaires à une face carrée au-dessus de lui et vers la droite. Dans son image-miroir, chaque carrée inférieur serait connecté à une face carrée au-dessus de lui et vers la gauche. Les deux formes chirales de J44 ne sont pas considérées comme des solides de Johnson différents.
Les 92 solides de Johnson ont été nommés et décrits par Norman Johnson en 1966.